# Maciej Münnich
Maciej Münnich (ur. 22 października 1973) – polski historyk, nauczyciel akademicki, profesor nadzwyczajny Katolickiego Uniwersytetu Lubelskiego, badacz dziejów antycznych.

## Życiorys
Jest absolwentem kierunku historia na Katolickim Uniwersytecie Lubelskim (1997). Doktorat w 2003 (Obraz Jahwe jako władcy choroby w Biblii Hebrajskiej na tle innych bóstw bliskowschodnich) i habilitacja w 2012 (Reszef – bóg starożytnego Orientu) na KUL. Pracownik Katedry Historii Starożytnej i Bizantyńskiej w Instytucie Historii Katolickiego Uniwersytetu Lubelskiego Jana Pawła II. Zajmuje się: demonologią biblijną, hebrajskimi wierzeniami dotyczącymi życia pozagrobowego oraz wykorzystaniem archeologii w studiach biblijnych. Jest redaktorem naczelnym pisma Scripta Biblica et Orientalia (Lublin od 2009 roku). Był dyrektorem Instytutu Historii Katolickiego Uniwersytetu Lubelskiego Jana Pawła II. 

## Wybrane publikacje
- Obraz Jahwe jako władcy choroby w Biblii Hebrajskiej na tle bóstw bliskowschodnich, Lublin: Wydawnictwo KUL 2004.
- Starożytna Palestyna – między Wschodem a Zachodem, red. Maciej Münnich, Łukasz Niesiołowski-Spanò, Lublin: Wydawnictwo KUL 2008.
- Reszef : bóg starożytnego Orientu, Lublin: Wydawnictwo KUL 2011.
- The god Reshep in the ancient Near East, Tübingen: Mohr Siebeck 2013.
- Czy istniało królestwo Dawida? Najnowsze wykopaliska w Khirbet Qeiyafa, Lublin: Wydawnictwo Werset 2014.